# Pulgasari
Pulgasari (en coreano: 불가사리) es una película norcoreana de ciencia ficción y acción dirigida por Shin Sang-ok y Chong Gon-jo. Fue estrenada por primera vez en Corea del Norte en 1985. La película es una versión muy similar a la japonesa Godzilla, y de hecho tanto Teruyoshi Nakano como personal de la productora japonesa Tōhō participaron en la creación de los efectos especiales de la película.

## Argumento
La película está ambientada en Corea del Norte en la era de la Dinastía Goryeo (entre los años 918 y 1392). Un rey totalitario está ahogando al pueblo, que debido a tantas represiones se está muriendo de hambre. Fruto de la desesperación, muchos ciudadanos empiezan a protestar enérgicamente contra tales las injusticias que sufren, terminando encarcelados. Viendo que la población está cada vez más exaltada, el rey ordena a su ejército confiscar gran parte de las herramientas de los campesinos con el fin de evitar que fabriquen armas y se rebelen contra su imperio. Uno de esos ciudadanos es Taksae, un humilde herrero de la región que fue torturado y encarcelado de por vida. En sus últimos momentos de vida, crea un muñeco similar a una lagartija hecho con arroz para su hija Ami, con el deseo de un mañana mejor para su familia y el pueblo. Tras el fallecimiento de Taksae en la cárcel, su hija guarda el muñeco como recuerdo de su padre hasta que un día cae una gota de sangre de Ami sobre el muñeco de arroz, hecho que le da vida, empezando a comer todo el metal que encuentra, haciéndose cada vez más grande. Pulgasari, tal es el nombre del monstruo, empieza pronto a defender los ideales del pueblo, enfrentándose contra las tropas del rey hasta terminar por liderar una batalla final del pueblo contra el imperio.

## Reparto
| Actor         | Personaje               |
| ------------- | ----------------------- |
| Chang Son Hui | Ami                     |
| Ham Gi Sop    | Inde                    |
| Jong-uk Ri    | Ana                     |
| Gwon Ri       | Taksae, el padre de Ami |
| Gyong-ae Yu   | Madre de Inde           |
| Hye-chol Ro   | Hermano de Inde         |
| Riyonun Ri    | Gral. Fuan              |
| Yong-hok Pak  | Rey                     |
| Pong-ilk Pak  | Gobernador              |

## Producción
La película fue supervisada en todo momento por Kim Jong-il, cuyo nombre quiso también que figurase en los créditos de la misma como productor ejecutivo, contando con la participación de hasta 10.000 soldados de su ejército como extras de las multitudinarias batallas que ocurren a lo largo de la película, especialmente la última.

## Recepción
La película fue proyectada en Corea del Sur fruto de un intercambio cultural entre las dos Coreas, así como en otros países como Japón y Estados Unidos. La difusión de la misma fuera de Corea del Norte fue escasa, obteniendo pocas puntuaciones en las principales páginas de referencia como IMDb, donde obtuvo un 5,1 sobre 10 y Filmaffinity, con un 4,9 sobre 10. No obstante, en Corea del Norte es considerada como una película de culto.

## Polémica
La película estuvo rodeada de polémica debido a que su director, el surcoreano Shin Sang-ok, fue secuestrado en 1978 por los servicios de Inteligencia de Corea del Norte por orden expresa de Kim Jong-il, por aquel entonces, hijo del gobernante Kim Il-sung, para obligarle a hacer películas para su régimen y siendo Pulgasari la última que hizo antes de lograr escapar en 1986.